# Erysimum korabense
Erysimum korabense là một loài thực vật có hoa trong họ Cải. Loài này được Kümmerle & Jáv. mô tả khoa học đầu tiên năm 1921.